# Muzej Mercedes-Benc
Mercedes-Benz muzej je muzej automobila u Štutgartu, Nemačka, koji obuhvata istoriju marke Mercedes-Benz i njoj srodnih marki. Štutgart je rodni grad marke Mercedes-Benz i međunarodna centrala kompanije Daimler AG.

## Zgrada muzeja
Sadašnju zgradu, koja se nalazi direktno ispred glavne kapije Daimler fabrike u Štutgartu, je dizajnirao UN Studio. Dizajn zgrade je zasnovan na jedinstvenom detelinastom konceptu sačinjenom od tri preklapajuća kruga sa isečenim centrom koji formira trouglasti atrijum koji oblikom podseća na Vanklov motor. Zgrada je završena i otvorena 19. maja 2006. Arhitektura i izložbeni koncept su međusobno blisko povezani, budući da je dizajner izložbe HG Merc unajmljen pre arhitektonskog konkursa 2001.
Visina i unutrašnjost zgrade u obliku “dvostrukog heliksa” su dizajnirane da bi se maksimalno iskoristio prostor i pružaju 16,500 kvadratnih metara izložbenog prostora na površini od samo 4800 kvadratnih metara. Dvostruki heliks se takođe podudara sa konceptom izložbe koji deli muzej na “mitske sobe” i “kolekcije”, tako pružajući dva različita obilaska koji se mogu sjediniti u bilo kojoj tački muzeja.
Muzej sadrži više od 160 vozila od kojih neka potiču još iz najranijih dana motora sa unutrašnjim sagorevanjem. Vozila održava Centar Mercedes-Benz klasika iz Felbaha. Prethodno se muzej nalazio u zasebnoj zgradi unutar fabričkog kompleksa a posetioci su proteklih decenija prevoženi od glavne kapije u obezbeđenim autobusima.

## Drugi detalji
Sim posetiocima muzeja su dostupne besplatne audio ture na raznim jezicima. Muzej je 2007. godine posetilo 860 000 ljudi.
Posetiocima je takođe ponuđena mogućnost obilaska obližnje Untertürkheim fabrike motora. Ova fabrika proizvodi veliki deo dizel motora kompanije. 
Visitors are also offered the opportunity to take a tour of the nearby Untertürkheim engine factory. The factory produces many of the company's diesel engines.

## Literatura
- Kupi mi Mercedes-Benz: Muzejska knjiga. ACTAR.  978-84-96540-37-8.
- Mercedes-Benz muzej. Mercedes-Benz Museum GmbH.

## Spoljašnje veze
- Zvanični veb-sajt
- Mercedes-Benz Museum at Automuseums
- Mercedes Benz Museum Архивирано на веб-сајту  (4. март 2016) at FIA Heritage Museums Архивирано на веб-сајту  (4. март 2016)
- Mercedes Benz Museum: A Review
- Technical profile of the building of the museum in Specifier Magazine
- The New York Times: Touring the Temples of German Automaking – includes a description of a visit to the museum